# Magda Starkenstein
Magda Starkenstein (* 17. Oktober 1917 in Prag, Österreich-Ungarn, als Magdalene Starkenstein, verehelichte Magdalene van Emde Boas-Starkenstein; † 3. März 2011 in Amsterdam) war eine niederländische Kunsthistorikerin, Kunstschriftstellerin, Übersetzerin und Dolmetscherin tschechoslowakischer Herkunft.

## Leben
Magda Starkenstein wurde in Prag als Kind jüdischer Eltern geboren. Sie war die Tochter von Maria Starkenstein-Weil und Emil Starkenstein, Professor für Pharmakologie an der Karl-Ferdinands-Universität in Prag. Nachdem sie die Deutsche Volksschule und das Deutsche Gymnasium absolviert hatte, begann sie ein Studium der Kunstgeschichte in Prag. 1937 zog sie nach Wien und war zuletzt im Sommersemester 1938 an der Philosophischen Fakultät der Universität Wien eingeschrieben. Mit der Eingliederung Österreichs in das nationalsozialistische Deutsche Reich war auch Starkenstein von der Verfolgung der jüdischen Bevölkerung betroffen, weshalb sie nach Prag zurückkehrte. Nach dem deutschen Einmarsch in die Tschechoslowakei 1939 musste Starkenstein ihr Studium abbrechen, und auch ihr Vater verlor seine Stelle an der Karl-Ferdinands-Universität zu Prag. Während ihre Eltern nach Amstelveen flohen, verblieb Starkenstein in Prag, wo ihr Bruder Walter inzwischen inhaftiert worden war. Mit der Unterstützung eines Freundes, Ernst Laqueur, konnte Starkenstein ihr Studium in Utrecht bei Willem Vogelsang zunächst fortsetzen, musste nach dem Einmarsch der NS-Truppen in den Niederlanden ihren Studienort aber erneut wechseln und ging nach Amsterdam. Dort promovierte sie 1942 in Kunstgeschichte.
Sie war nicht nur als Jüdin, sondern auch aufgrund ihrer politischen Einstellung als Kommunistin gefährdet. Ihr Haus wurde zum Treffpunkt für Künstler, die sich am Widerstand beteiligten. Starkenstein heiratete im Jahre 1941 den Neuropsychiater und Sexologen Coen van Emde Boas (1904–1981). Aus der Ehe gingen zwei Söhne hervor. Nach 1945 wirkte sie als Kunstschriftstellerin und publizierte in De Waarheid, dem Parteiblatt der niederländischen Kommunisten, sowie in der Neuen Zürcher Zeitung, der Welt und dem Wiener Tagebuch. Zudem arbeitete sie als Übersetzerin von tschechischer, niederländischer und deutscher Literatur und war als Kongressdolmetscherin vor allem in den Fachbereichen Medizin und Kunst tätig.

## Schriften (Auswahl)
- Der erste internationale Kongress mit einer Simultan-Anlage. In: L’interprète. Nr. 12(4), 1957, S. 18.
- Pornografie en beeldende kunst (= Aspecten. Band 3). NVSH, ’s-Gravenhage 1966 (niederländisch).
- Piet Mondrian. In: Výtvarná práce. Nr. 18–19, 1966, S. 14 (tschechisch).
- Papuánský „top-art“. In: Výtvarná práce. Nr. 18–19, 1966, S. 14 (tschechisch).
- Slavnost pro archeology. In: Výtvarná práce. Nr. 24, 1966, S. 8–9 (tschechisch).
- Hans Arp a Moholy – Nagy. In: Výtvarná práce. Nr. 11, 1967, S. 10 (tschechisch).

als Übersetzerin
- Jan Procházka: Leve de republiek. Ik, Julina en het einde van de oorlog. Leopold, ’s-Gravenhage 1971 (niederländisch, tschechisch: At žije republika. Übersetzt von Magda van Emde Boas-Starkenstein, Willy Wielek-Berg, Veronica van Vliet).
- Hans Lauwerier: Fraktale verstehen und selbst programmieren. Wittig-Fachbuchverlag, Hückelhoven 1989, ISBN 978-3-88984-060-8 (niederländisch: Wereld van factals. Übersetzt von Magda van Emde Boas-Starkenstein).